# Дамп'єрр (Кальвадос)
Дамп'є́рр (фр. Dampierre) — колишній муніципалітет у Франції, у регіоні Нормандія, департамент Кальвадос. Населення — 117 осіб (2011).
Муніципалітет був розташований на відстані близько 240 км на захід від Парижа, 40 км на південний захід від Кана.

## Історія
До 2015 року муніципалітет перебував у складі регіону Нижня Нормандія. Від 1 січня 2016 року належав до нового об'єднаного регіону Нормандія.
1 січня 2017 року Дамп'єрр, Ла-Ланд-сюр-Дром, Сен-Жан-дез-Ессартьє i Сет-Ван було об'єднано в новий муніципалітет Валь-де-Дром.

## Демографія
Динаміка населення (Insee ):
Розподіл населення за віком та статтю (2006):
| Стать | Всього | До 15 років | 15-24 | 25-44 | 45-64 | 65-85 | Понад 85 |
| --- | ------ | ----------- | ----- | ----- | ----- | ----- | -------- |
| Чоловіки | 60     | 4           | 4     | 16    | 28    | 8     | 0        |
| Жінки | 52     | 4           | 8     | 8     | 20    | 12    | 0        |
| \| Статево-вікова піраміда \| Статево-вікова піраміда \| Статево-вікова піраміда \| \| ----------------------- \| ----------------------- \| ----------------------- \| \| Чоловіки \| Вік \| Жінки \| \| 0 \| 85 + \| 0 \| \| 0 \| 80-84 \| 8 \| \| 0 \| 75-79 \| 0 \| \| 4 \| 70-74 \| 0 \| \| 4 \| 65-69 \| 4 \| \| 0 \| 60-64 \| 4 \| \| 4 \| 55-59 \| 0 \| \| 4 \| 50-54 \| 4 \| \| 20 \| 45-49 \| 12 \| \| 12 \| 40-44 \| 4 \| \| 0 \| 35-39 \| 0 \| \| 4 \| 30-34 \| 4 \| \| 0 \| 25-29 \| 0 \| \| 4 \| 20-24 \| 4 \| \| 0 \| 15-20 \| 4 \| \| 4 \| 10-14 \| 0 \| \| 0 \| 5-9 \| 0 \| \| 0 \| 0-4 \| 4 \| |        |             |       |       |       |       |          |
| Статево-вікова піраміда |        |             |       |       |       |       |          |
| Чоловіки | Вік    | Жінки       |       |       |       |       |          |
| 0 | 85 +   | 0           |       |       |       |       |          |
| 0 | 80-84  | 8           |       |       |       |       |          |
| 0 | 75-79  | 0           |       |       |       |       |          |
| 4 | 70-74  | 0           |       |       |       |       |          |
| 4 | 65-69  | 4           |       |       |       |       |          |
| 0 | 60-64  | 4           |       |       |       |       |          |
| 4 | 55-59  | 0           |       |       |       |       |          |
| 4 | 50-54  | 4           |       |       |       |       |          |
| 20 | 45-49  | 12          |       |       |       |       |          |
| 12 | 40-44  | 4           |       |       |       |       |          |
| 0 | 35-39  | 0           |       |       |       |       |          |
| 4 | 30-34  | 4           |       |       |       |       |          |
| 0 | 25-29  | 0           |       |       |       |       |          |
| 4 | 20-24  | 4           |       |       |       |       |          |
| 0 | 15-20  | 4           |       |       |       |       |          |
| 4 | 10-14  | 0           |       |       |       |       |          |
| 0 | 5-9    | 0           |       |       |       |       |          |
| 0 | 0-4    | 4           |       |       |       |       |          |

## Економіка
2010 року серед 79 осіб працездатного віку (15—64 років) 61 була активною, 18 — неактивними (показник активності 77,2%, у 1999 році було 61,0%). З 61 активної мешканців працювало 58 осіб (33 чоловіки та 25 жінок), безробітними було 3 (0 чоловіків та 3 жінки). Серед 18 неактивних 3 особи були учнями чи студентами, 10 — пенсіонерами, 5 були неактивними з інших причин.

У 2010 році в муніципалітеті числилось 58 оподаткованих домогосподарств, у яких проживали 125,0 особи, медіана доходів виносила 14 925 євро на одного особоспоживача